# Vanessa Fernandes
Vanessa de Sousa Fernandes GOIH • OM • ComM (Vila Nova de Gaia, Perosinho, 14 de setembro de 1985) é uma atleta portuguesa de triatlo. Em 2007 recebeu a Medalha Olímpica Nobre Guedes.

## Biografia
Filha do antigo ciclista Venceslau Fernandes e irmã do agora ciclista Venceslau Fernandes, aos 15 anos ingressou no Centro de Alto Rendimento do Jamor.
Atualmente, conta com 21 vitórias em Taças do Mundo de Triatlo, superando o número de vitórias da lendária Emma Carney.
Atleta do Sport Lisboa e Benfica e habitual da selecção portuguesa, esta atleta de 1,68 m começou a sua carreira profissional em 1999 no Triatlo de Peniche. 
Foi feita Oficial da Ordem do Mérito a 8 de março de 2004. A 10 de julho de 2016, foi elevada a Comendadora da mesma ordem. A 27 de maio de 2015, foi feita Grande-Oficial da Ordem do Infante D. Henrique.
Foi oitava nos Jogos Olímpicos de Atenas e, em 2006, chegou à primeira posição do ranking mundial de triatlo, renovando o marco em "casa" no dia 6 de maio de 2007.
Em 2008, nos Jogos Olímpicos de Pequim, terminou a prova de triatlo em segundo lugar, conquistando a medalha de prata, tornando-se assim a primeira atleta portuguesa a conseguir uma medalha olímpica nesta edição dos Jogos.
Durante um interregno de 7 anos na modalidade que a viu crescer, conquistou ainda o mínimo Olimpico na Maratona do Rio de Janeiro em 2016.
No início de 2017, anuncia formalmente o seu regresso ao Triatlo.
Reside atualmente na Quinta da Marinha Resort e ingressa no grupo de treino do Jamor com os restantes atletas de Elite, sob a alçada do amigo e treinador Lino Barruncho.

## Desaparecimento da ribalda do triatlo - O drama de Vanessa
Atleta abriu o coração na curta-metragem "72 Horas", onde relata como a bulimia e a depressão quase lhe deram cabo da vida durante os Jogos de Pequim em 2008.
declarações fortes e perturbantes numa altura em que o debate sobre a saúde mental dos atletas está na ordem do dia. A atleta Vanessa Fernandes abriu o coração e admitiu que foi "escrava" do seu próprio sucesso num depoimento arrepiante na curta-metragem "72 Horas", da autoria de Lígia Gonçalves e realizada por Miguel C. Saraiva, que relata os três dias anteriores à conquista da prata na prova feminina de triatlo nos Jogos Olímpicos Pequim2008, nos quais alinhou já com uma depressão. O meu objetivo era sempre o mesmo, ganhar e ser a melhor", recordou no seu depoimento a atleta natural de Perosinho, Vila Nova de Gaia, admitindo que os distúrbios alimentares começaram quando deixou de comer a pensar nos segundos que podia ganhar.
Com uma vida dedicada ao Alto Rendimento, deixando os estudos aos 16 anos, quando frequentava o 10.º ano, Vanessa Fernandes não descartou a sua responsabilidade: "Vamos aguentar mais um bocado e logo se vê. O que me permiti a mim, permiti que os outros me fizessem [...]. Se for aos Jogos, passar a meta e buscar a medalha e morrer a seguir, está tudo bem", afirmou na curta-metragem.

## Novela Vidas Opostas Sic
Vanessa interpreta uma cena ao lado dos atores Ricardo Carriço e Rui Luís Brás

## Outros feitos relevantes

### Jogos Olímpicos
- Medalha de Prata em 2008 de triatlo em Pequim (China) em 18 de agosto

### Campeã do Mundo
- Campeã do Mundo em 2007 de triatlo em Hamburgo (Alemanha) em 1 de setembro
- Campeã do Mundo em 2007 de duatlo em Gyor (Hungria) em 19 de maio
- Campeã do Mundo em 2008 em duatlo em Rimini (Itália)

### Campeã da Europa
- Campeã da Europa em 2004 de triatlo em Valencia (Espanha)
- Campeã da Europa em 2005 de triatlo em Lausanne (Suíça)
- Campeã da Europa em 2006 de triatlo em Autun (França)
- Campeã da Europa em 2007 de triatlo em Copenhaga (Dinamarca), com o tempo 2h02m36s[2]
- Campeã da Europa em 2008 de triatlo em Lisboa (Portugal), com o tempo 02h03m16s

### Campeã da Europa de Sub-23
- Campeã da Europa de Sub-23 em 2004 de triatlo em Tiszaujvaros (Hungria)
- Campeã da Europa de Sub-23 em 2005 de triatlo em Sófia (Bulgária)
- Campeã da Europa de Sub-23 em 2006 em Rijeka (Croácia)
- Campeã da Europa de Sub-23 em 2008 em Pulpi (Espanha)

### Taças do Mundo
Vencedora das Taças do Mundo de Madrid em 2003, 2004, 2005, 2006, 2007 e 2008 e de outras provas da Taça do Mundo realizadas em Aqaba (Jordânia), Mazatlan (México), Rio de Janeiro (Brasil), Ishigaki (Japão), Corner Brook
(Canadá), Hamburgo (Alemanha), Lisboa (Portugal), Salford (Reino Unido), Pequim (China) e Rhodes (Grécia).

### Outros
- Campeã nacional de triatlo em 2007 no Estoril
- Vencedora do triatlo Internacional do Estoril em 2006
- Campeã da Europa em 2006 de duatlo em Rimini (Itália)
- Medalha de prata no Campeonato do Mundo em 2006 de triatlo em Lausana.
- Personalidade do Ano - Categoria: Desporto | Gala: The Best of Porto em 17 de junho de 2006.
- Medalha de ouro no Campeonato do Mundo de Duatlo em Gyor (Hungria) em 19 de maio de 2007.
- Campeã da Europa em 2008 de duatlo em Rimini (Itália) em 27 de setembro de 2008.
- Primeiro lugar no half Ironman em Portugal 2017 com 4:33.12 horas em 3 de setembro de 2017.